# 史密斯威森M36左輪手槍
史密斯威森M36（英語：Smith & Wesson Model 36）是一款由美国槍械公司史密斯威森所研製及生產的5發式碳鋼“J型底把”雙動操作式左輪手槍，最早於1950年開始、直到目前仍然生產，發射.38 S&W特種型手枪子彈。

## 歷史
二戰之後，史密斯威森停止生產戰備物資，恢復正常生產模式時，設計了M36。關於M36的設計概念，他們試圖設計一把尺寸短小而可輕易包裝隱藏的左輪手槍，發射火力相對而言更為強大的.38特種彈。因為舊式的「I型底把」無法承受該彈藥的裝藥量，因而設計了一個新型底把，這成為史密斯威森「J型底把」。
1950年，該新型設計在警察局長的國際協會（IACP）會議推出，並受到好評。他倆還舉行一場表決為新型的左輪手槍命名，並且獲命名為「總督察特種型」（Chiefs Special）。由於需求量大，這種設計的3英寸槍管版本隨即投產。該版本還可分別選用烤藍或是鍍光亮镍兩種表面處理。它以「總督察特種型」手槍之名生產，直到1957年，當它後來成為了M36。而「總督察特種型」則作為一個獨立的衍生型繼續生產。
1951年，史密斯威森推出了Airweight M37，這基本上是M36型，但改用全鋁製底把和弹巢。由於其後證明鋁製彈巢有問題而就此放棄了，並且被鋼製彈巢所取代。
1989年，史密斯威森推出了M36的史密斯夫人衍生型。這生型可提供2英寸或3英寸的槍管版本和烤藍表面處理。這個型號還設有專為女性設計的專用握把，以及在框架上刻有的“LADYSMITH”字樣。
史密斯威森還生產了大約615把M36-6瞄準型。這個衍生型具有3英寸全底部凸桿式槍管與可調節瞄準具和一個烤藍的玻璃表面。
2002年，史密斯威森再推出了新型M36，具有部份金色表面（擊錘、拇指握持片、抽殼鈎和扳機），並稱其為“M36黃金型”。黃金的顏色實際上是氮化钛。
2005年，史密斯威森公司生產的“德州撲克”的衍生型。這種生產型號具有烤藍表面處理、仿象牙握把以及24K純金製版雕刻。
大量為日本生產的M37衍生型都附有掛繩圈環。這項合同的某個部分被取消了，導致大量這些衍生型被出售給批發商，然後由它倆再將該槍賣給民用市場。2001年，這些槍流入了民用市場。2006年，M37從史密斯威森的產品目錄中刪除。
序號337被交運給約翰·埃德加·胡佛，並且刻有他的名字。
1958年，西班牙生產商阿斯特拉公司開發了基於這種武器的高品質左輪手槍產品線，以阿斯特拉Cadix、阿斯特拉250和阿斯特拉NC6的名稱出售。

## 設計和功能

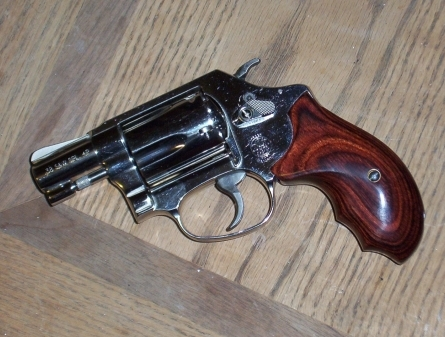
使用鍍鎳表面處理和裝有史密斯威森人體工程學型紫檀木製握把的M36-10。

設計得細小而緊湊的M36，可配合1.875英寸槍管。
就像幾乎所有的其他史密斯威森“J型底把”左輪手槍，它具有5發容量的可擺出式弹巢，並具有外露式擊錘。它具有鍍鎳或烤藍表面處理和木質或橡膠握把。

## 使用國
- 法國
  - 警察單位
- 愛爾蘭
  - 愛爾蘭和平衛隊
- 義大利
  - 義大利國家警察（英语：Polizia di Stato）中央保安行動局（英语：Nucleo Operativo Centrale di Sicurezza）[5]
- 日本
  - 警察廳：S&W於2003年向其交付5,344把M37。[6]2005年再交付5,519把同款左輪手槍。2013年全面更換M360j左輪[7]。
- 马来西亚
  - 马来西亚皇家警察：從1970年到2000年初，格洛克17獲採用以前，M36是政治部或刑事調查科（英语：Malaysian Special Branch）便衣警探的制式佩槍（英语：Side arm）。
  - 人民義勇團（英语：The People's Volunteer Corps）：被中／初級人員（永久或志願者）用作訓練或自衛武器，儘管後來採用了格洛克19、格洛克26、HK USP等9毫米半自動手槍，M36至今仍然有被使用。
- 馬爾他
  - 馬耳他警察機動部隊：為所屬警員的制式佩槍，直到2007年改用格洛克。此後，它們從主動隨身佩配備中撤裝，但目前都仍然在弗洛里亞納警察總部保存。
- 挪威
  - 挪威警察局（英语：Norwegian Police Service）：雖然從未成為制式服役武器，它卻在警察服役武器庫存之中被保存下來，並作為符合特定標準的休班人員的純粹防衛武器選項。
- 巴基斯坦
- - 警察單位：便衣刑警探員使用。（於2018年被柯爾特警探特裝型轉輪手槍所取代）(在2021年少量便衣刑警探員再次更換史密夫威信M19左輪手槍）
- 新加坡
- 英国
  - 武裝警察單位
- 美国
  - 多個地方警察局：多年來，M36是許多警察機構，包括纽约市警察局的警探和“便衣刑警”的制式攜帶武器。許多警察仍然選擇該槍或新型的史密斯&威森直系武器用作他們在執行主要職務或是作為他們“休班”時間的“備用”武器。多年來，在1970年代中期，M36發配給北卡罗来纳州高速公路巡警的管理和指揮警員並用作隨身攜帶的職務執行武器。但其後卻因要求所有警官攜帶其發配的下一款職務執行武器，S&W M66 .357麥格農左輪手槍（S&W M19的不鏽鋼底把版本）而被取代；該槍其後又被警察局最後採用的史密斯左輪手槍，M686（M586的不鏽鋼底把版本）所取代，並一直使用直到1990年代初警察局過渡到自動化手槍時才被淘汰。
- 乌拉圭
  - 警察單位

## 犯罪用途
1979年10月26日，韓國情報部部長金載圭用該手槍射殺了時任總統朴正熙。

## 流行文化
史密斯威森M36系列登場於多部电影、电視和動画裡，例如：

### 電影
- 1969年—《神機妙算》：由勒高夫警察局長（Le Goff，伊琳娜·德米克飾演）和其下屬所使用。
- 1971年—《警察局長的自白》：一名流氓持有的該槍被博納維亞警察局長（Bonavia，馬丁·鮑爾薩姆飾演）扣押。
- 1971年—《柳巷芳草》：由Klute（唐納德·薩瑟蘭飾演）所使用。
- 1972年—《教父》：由柯里昂三兄弟的二兒子弗雷多·柯里昂（約翰·卡佐爾飾演）與三兄弟長子桑提諾·柯里昂（占士·堅飾演）所使用；家族手下彼特·克雷曼沙（理察·卡斯提拉諾飾演）將另一把該槍交給三兄弟的三子麥可·柯里昂（艾尔·帕西诺飾演）。
- 1972年—《资产阶级的审慎魅力》：由唐·拉菲爾·阿科斯塔（Don Rafael Acosta，費爾南多·雷伊飾演）所使用，當他把該槍放在桌子上後被米蘭達游擊隊少女（瑪麗亞·加布里埃拉·馬約飾演）奪取。
- 1975年—：型號為總督察特種型，由FBI特別探員墨菲（Agent Murphy，兰斯·亨利克森飾演）所使用。
- 1976年—：型號為鍍鎳型、烤藍型、3英吋槍管鍍鎳型：
  - 鍍鎳型由主角崔維斯拜寇（Travis Bickle，飾演）所使用，從非法持槍推銷員購買。
  - 烤藍型被妓院流氓所使用。
  - 3英吋槍管鍍鎳型被一名試圖搶劫一家雜貨店的槍手所使用。
- 1978年—《猎鹿人》：由邁克爾·渥倫斯基（Michael Vronsky，羅伯特·德尼羅飾演）和尼卡諾·沙夏諾淘尼爾（Nikanor  Chevotarevich，克里斯托弗·沃肯飾演）在俄羅斯輪盤遊戲中所使用。
- 1982年—《E.T.外星人》：由政府人員搜查被遺棄的卡車時所使用。
- 1983年—：由八爪女（莫德·亞當斯飾演）從美國空軍基地的安全警官奪取以後使用。
- 1983年—《疤面煞星》：型號為短槍管（英语：Snubnosed revolver）型，由“Seidelbaum”和其下屬、吉娜·蒙大拿（瑪麗·伊麗莎白·馬斯特蘭托尼奧飾演）、梅爾·伯恩斯坦（哈里斯·玉林飾演）和東尼·莫塔納（英语：Tony Montana）（艾尔·帕西诺飾演）所使用。
- 1983年—：型號為短管型，由傑林斯警察局長（帕特·亨格爾飾演）用以威脅珍妮弗要殺害其兒子。
- 1984年—：由一名警探所使用。
- 1985年—《警察故事》：由主角陳家駒警察（成龍飾演）所使用。
- 1987年—：型號為總督察特種型，由貝絲·加拉格爾（Beth Gallagher，安妮·阿徹飾演）所使用。
- 1987年—《東方禿鷹》：由越南童兵和楊龍（吳漢潤飾演）在俄羅斯輪盤遊戲中所使用。
- 1987年—《轰天炮》：由聖誕樹下的便衣警探和洛杉磯警探所使用。
- 1987年—《異形附身》：型號為短管型，由埃德·弗林（Ed Flynn）和霍爾特參議員（Senator Holt）所使用。
- 1987年—：由喜（Hi，尼古拉斯·凱奇飾演）所使用。
- 1987年—《英雄本色II》：由龍四（石天飾演）所使用，奇怪地裝上消聲器。
- 1987年—《江湖情》：由男主角李阿剂和众多配角使用。
- 1988年—《红色警探》：型號為烤藍型和鍍鎳型：
  - 烤藍型由查理·斯托布斯中尉（Lieutenant Charlie Stobbs，勞倫斯·費許朋飾演）所使用。
  - 鍍鎳型由加拉夫探長（Detective Sergeant Gallagher，理查德·布赖特（英语：Richard Bright (actor)）飾演）所使用。
- 1988年—《密西西比在燃烧》：型號為總督察特種型，由聯邦調查局探員，包括艾倫·沃德（Agent Alan Ward，威廉·達佛飾演）所使用。
- 1988年—：吉伯特（Gilbert，彼得·傑森飾演）給弗蘭克（Frank，基思·戴維飾演）該槍。
- 1989年—《皇家師姐IV直擊証人》：型號為總督察特種型，由香港警察、王敏德（本人飾演）和陸先生的母親（焦姣飾演）所使用。

### 動漫
- 1987年—《城市獵人》：前警探槙村秀幸的佩槍，死後由冴羽獠交給其妹槙村香使用。
- 1996年—《名偵探柯南》：眾多FBI搜查官的佩槍。

## 資料來源
1. ↑  Smith & Wesson Product Guide 2008
2. ↑  “世界上最偉大的手槍”（Greatest Handguns of the World），Massad Ayoob所著，2010年，克勞斯出版公司，P.208；和“史密斯&威森的歷史”（History of Smith & Wesson），Roy G. Jinks所著，1977年，Beinfeld出版，P.225
3. ↑  “個人防衛武裝”（Armed for Personal Defense），傑里·埃亨所著
4. ↑  "Standard Catalog of Smith & Wesson" By Jim Supica, Richard Nahas
5. ↑  .   [2017-03-03]. （原始内容存档于2017-03-03）.
6. ↑   (PDF). US Department of State.   [2012-02-09]. （原始内容 (PDF)存档于2011-10-16）.
7. ↑   (PDF). US Department of State.   [2012-02-09]. （原始内容 (PDF)存档于2011-10-16）.

- （英文）—Manfacturer: Smith & Wesson （页面存档备份，存于）—

- - Model 36
  - Model 36
  - Model 637
  - Model 637 CT
  - Model 637 Enhanced Action （页面存档备份，存于）
  - Model 637
  - Model 637 LaserMax
  - Model 637 Revolver - Pink Grips

## 外部連結
- （英文）—Modern Firearms—S&W Compact J-Frame revolvers: Chiefs Special, Centennial, Bodyguard
- （英文）—Personal Defense World.com—
  - 32 Revolvers From CONCEALED CARRY HANDGUNS 2016（页面存档备份，存于）
  - 21 Ultra-Concealable, High-Powered Snub-Nose Revolvers（页面存档备份，存于）